# Unión Magdalena
Asociación Deportiva Unión Magdalena – kolumbijski klub piłkarski z siedzibą w mieście Santa Marta.

## Osiągnięcia

### Krajowe
- Categoría Primera A

| zwycięstwo (1):     | 1968 |
| drugie miejsce (0): | –    |

- Copa Colombia

| zwycięstwo (0):     | –    |
| drugie miejsce (1): | 1989 |

## Historia
Klub założony został 10 kwietnia 1951 roku pod nazwą Deportivo Samarios. Nazwa Unión Magdalena obowiązuje od 19 kwietnia 1953 roku.
Po pokonaniu w finale Deportivo Cali w 1968 zdobył jedyne jak dotąd mistrzostwo Kolumbii. Koszulki noszone przez zawodników składają się z czerwonych i niebieskich pionowych pasków. W Kolumbii często nazywany jest „El Ciclón Bananero”.
Obecnie (w roku 2009) klub gra w drugiej lidze kolumbijskiej.
Unión Magdalena rozgrywa zwe mecze na stadionie Estadio Eduardo Santos mającym pojemność 23 000 widzów.

### Słynni gracze w historii klubu
- Carlos Valderrama
- Alfredo Arango